# Kuregem
Kuregem (Frans: Cureghem) is een wijk in de Belgische gemeente Anderlecht in het Brussels Hoofdstedelijk Gewest. De wijk bevindt zich op de grens met Brussel-Stad en is ingesloten door het kanaal Charleroi-Brussel en spoorlijn 28 die ten oosten ervan loopt.
Kuregem ontwikkelde zich tijdens de Industriële revolutie in de 19e eeuw en verkeert vandaag in grote sociale en economische moeilijkheden na de teloorgang van de industrie. Een andere verslechterende factor is het gebrek aan goede huisvesting. Het merendeel van de inwoners is van allochtone afkomst.

## Geschiedenis
De Ferrariskaart uit de jaren 1770 toont hier wat bebouwing langs de steenweg naar Bergen, tussen de Anderlechtsepoort en Anderlecht. In de eerste helft van de 19de eeuw doorsneed het Kanaal Charleroi-Brussel het gebied tussen Kuregem en het dorpscentrum van Anderlecht. 
Mede door de gunstige ligging aan het kanaal bloeide de textielindustrie in het gehucht. Er was altijd veel commerciële activiteit langs de Zenne waarvan een groot deel gelinkt was aan het Slachthuis van Anderlecht. Van oorsprong was het slachthuis eigendom van de stad Brussel, gebouwd in 1842. Na verschillende politieke discussies werd het slachthuis verhuisd naar de Ropsy-Chaudronstraat.
De slachthuizen van Anderlecht werden ingehuldigd in 1890. Het toenmalige pittoreske beeld van de ondergelopen weiden langs de Zenne verdween voorgoed. De wijk werd van toen af aan alsmaar welvarender en bruisender.
Het Anderlechtse gemeentebestuur besliste om een dynamische stedenbouwkundige koers te varen door brede straten aan te leggen ten westen van de Bergensesteenweg, van oudsher de spil van Kuregem. Het was ook in die tijd dat de meeste statige gebouwen in het gehucht gebouwd werden, waaronder het nieuwe gemeentehuis van Anderlecht. Het gemeentehuis werd ontworpen door Jules Jacques Van Ysendyck, die ook voor het gemeentehuis van Schaarbeek tekende, en werd afgewerkt in 1879.
In 1997 braken er straatrellen uit in Kuregem nadat een vermeende dealer werd doodgeschoten door de rijkswacht. Nadien waren er nog meermaals opstootjes tussen jongeren en de politie. Deze rellen bezorgden Kuregem een erg negatieve bijklank. In het weekend van 11-12 april 2020 braken rellen uit, vermoedelijk aangevuurd door de oplopende spanning na vier weken lockdown tijdens de coronapandemie. Nadat een vluchtende jongeman omkwam bij een botsing met een politievoertuig, gingen jonge relschoppers bij het plunderden van een politievoertuig aan de haal met een dienstwapen. Kort nadien besloot de gemeenteraad om de plannen voor het uitbreiden van autoluwe straten versneld uit te voeren.

## Bezienswaardigheden
- De Onze-Lieve-Vrouw-Onbevlekt-Ontvangenkerk
- De Sint-Franciscuskerk
- Het Brussels Museum van de Geuze

## Verkeer en vervoer
Ten oosten loopt de Brusselse Klein Ring (R20). De oude Bergensesteenweg (N6) loopt van hier door Kuregem richting Bergen.
Ten zuidoosten van Kuregem bevindt zich op het grondgebied van de gemeente Brussel het Station Brussel-Zuid. 
Aa · Biestebroek · Birmingham · Broek · Buffon · Dageraad (Aurore) · Goede Lucht (Bon Air) · Klein Eiland · Kuregem · Meir · Mijlemeers · Moortebeek · Neerpede · Peterbos · Poxcat · Het Rad · Scherdemaal · Scheut · Scheutveld · Veeweide · Vijverswijk · Vlazendaal · Vogelenzang · Waasbroek